# Mu Aquilae
Mu Aquilae (μ Aql / 38 Aquilae) es una estrella en la constelación del Águila.
De magnitud aparente +4,45, es el decimotercer astro más brillante en su constelación.
Se encuentra a 108 años luz del sistema solar, siendo el error en dicha medida de sólo el 0,8%.

## Características
Mu Aquilae es una gigante naranja de tipo espectral K3IIIb con una temperatura efectiva de 4428 ± 19 K.
Es 26 veces más luminosa que el Sol, lo que supone una baja luminosidad para una estrella de sus características, ya que es aproximadamente la mitad de luminosa que Pólux (β Geminorum) o ε Aquilae.
Modelos teóricos le otorgan un radio ocho veces más grande que el radio solar, en concordancia con el tamaño de 8,2 radios solares derivado a partir de su diámetro angular —2,30 ± 0,02 milisegundos de arco—.
Gira sobre sí misma con una velocidad de rotación proyectada de 2,8 km/s.
Mu Aquilae posee una metalicidad igual a la solar ([Fe/H] = 0,00) y es rica en cianógeno, condición que comparte con Rasalas (μ Leonis) o Unukalhai (α Serpentis).
Estas gigantes evidencian un exceso de nitrógeno como consecuencia de que una gran parte de su carbono se ha transformado en nitrógeno mediante el ciclo CNO.